# アイドルの涙 DOCUMENTARY of SKE48
『アイドルの涙 DOCUMENTARY of SKE48』（アイドルのなみだ ドキュメンタリー オブ エスケーイーフォーティエイト）は、2015年の日本のドキュメンタリー映画。SKE48初（AKB48の姉妹グループとしても初）のドキュメンタリー映画。

## 概要
映画の製作は、2014年10月5日に名古屋市のSKE48劇場で行われたグループの劇場デビュー6周年特別公演で発表された。
監督を務めたのは、NHKで「POP JAM」「MUSIC JAPAN」「トップランナー」など音楽番組を中心に制作を手掛けるとともに、「AKB48 SHOW!」のプロデューサーを務めるなどAKB48グループに長らく関わってきた石原真で、この作品が映画初監督となった。
2008年のオーディション・結成から約6年間撮影されてきた記録映像と、現役のメンバーおよび卒業したメンバー総勢40人以上のインタビュー映像をもとに、タイトルにもあるように「涙」をも交えながら、グループが成長してきた道程を描いている。監督の石原は先行上映会のインタビューにおいて、映画に込めた思いについて「SKE48の本質とはいったい何なのか、またそのSKEスピリッツのようなものがどのように生まれ、どのように後輩たちに受け継がれていくのかを描きました」とコメントしている。
SKE48の根源ともされる牧野アンナによる結成初期の厳しいレッスン風景も収められており、舞台に立つプロとしての覚悟を叩き込もうと牧野がメンバーに活を入れるシーンが印象的になっているという。一方、多くのメンバーが涙するシーンが描かれているが、感動の涙だけではなく、悲しさや悔しさからくる涙も数多く、メンバーが経験してきた苦難を物語るものとなっている。また、学業とアイドル活動の両立といったメンバー各々の「人生の選択」も1つのテーマとなっていて、多くの卒業も描かれている。

## スタッフ
- 監督：石原真[7]
- 監督補・編集：藤原道仁[7]
- 企画：秋元康[7]
- 製作：吉成夏子、大田圭二、秋元伸介、北川謙二、井上啓輔[7]
- エグゼクティブプロデューサー：窪田康志[7]
- プロデューサー：古澤佳寛、磯野久美子、松村匠、牧野彰宏、堀江誠己[7]
- ラインプロデューサー：竹下孝、西宮正典[7]
- 撮影：河合志由[7]
- 録音：高羅元[7]
- 製作：「DOCUMENTARY of SKE48」製作委員会（AKS、東宝、秋元康事務所、ノース・リバー、NHKエンタープライズ ）[7]
- 配給：東宝映像事業部[7]

## 主題歌
- SKE48「僕は知っている」（作詞：秋元康、作曲・編曲：板垣祐介）[7]

## 映像ソフト
DVDおよびBlu-ray Discが2015年9月9日にリリースされた。それぞれ、2枚組の「スペシャル・エディション」と4枚組の「コンプリートBOX」がある。
| タイトル                                                          | 規格               | 販売元 | 発売日       | EAN(JAN)コード    | RIAJ規格品番 | 流通                           |
| アイドルの涙 DOCUMENTARY of SKE48 Blu-rayコンプリートBOX          | Blu-ray3枚 +DVD1枚 | 東宝   | 2015年9月9日 | EAN 4988104096630 | TBR-25163D   | AKB48オフィシャル ショップ限定 |
| アイドルの涙 DOCUMENTARY of SKE48 DVDコンプリートBOX              | DVD4枚組           | 東宝   | 2015年9月9日 | EAN 4988104096647 | TDV-25164D   | AKB48オフィシャル ショップ限定 |
| アイドルの涙 DOCUMENTARY of SKE48 Blu-rayスペシャル・エディション | Blu-ray2枚組       | 東宝   | 2015年9月9日 | EAN 4988104096616 | TBR-25161D   | 一般発売                       |
| アイドルの涙 DOCUMENTARY of SKE48 DVDスペシャル・エディション     | DVD2枚組           | 東宝   | 2015年9月9日 | EAN 4988104096623 | TDV-25162D   | 一般発売                       |

DISC1
規格 : 本編115分+特典12分、DVDまたはBlu-ray
- 『アイドルの涙 DOCUMENTARY of SKE48』劇場公開版本編
- 特報、予告編
- 主題歌「僕は知っている」ミュージックビデオ "Movie Ver."、"Smile Ver."

DISC2
規格 : 183分、DVD
- 『アイドルの涙 DOCUMENTARY of SKE48』舞台挨拶全記録

6カ所、計10回の劇場イベントを収録。
DISC3（※コンプリートBOXのみ収録）
規格 : 143分、DVDまたはBlu-ray
- ディレクターズカット版本編（前篇）『アイドルの涙 DOCUMENTARY of SKE48 Re:STORIES part1 "to be SKE48"』

DISC4（※コンプリートBOXのみ収録）
規格 : 116分+特典16分、DVDまたはBlu-ray
- ディレクターズカット版本編（後篇）『アイドルの涙 DOCUMENTARY of SKE48 Re:STORIES part2 "starting over"』
- 『アイドルの涙 DOCUMENTARY of SKE48』研究生 上映会

特典
- コンプリートBOX - ブックレット、生写真5枚
- スペシャル・エディション - 生写真1枚